# Jour de sport
 (mai 2021).
Si vous disposez d'ouvrages ou d'articles de référence ou si vous connaissez des sites web de qualité traitant du thème abordé ici, merci de compléter l'article en donnant les références utiles à sa vérifiabilité et en les liant à la section « Notes et références ».
Jour de sport était une émission de télévision française consacrée à l'actualité sportive diffusée sur Canal + Sport pour la première fois le 7 mars 2005.
L'émission est présentée par Lionel Rosso, fraichement débarqué de la station de radio Europe 1, durant 2 saisons chaque soir à 19 heures 45. Il y a de nombreux invités dans la bonne humeur[non neutre]. Parmi les chroniqueurs : Sylvère-Henri Cissé, Samir Bouadi, Sidonie Bonnec ou David Douillet.
À partir de septembre 2007, Victor Robert  et Valérie Amarou (ex TPS) présentent l'émission qui est alors plus centrée sur l'actualité avec un débat et de multiples invités, Lionel Rosso présentant désormais l'émission "les spécialistes".
Le magazine disparaît à la rentrée 2008. Il est remplacé par une déclinaison quotidienne des Spécialistes.